# Kollár József (filozófus)
Kollár József (Budapest, 1961. szeptember 20. –) filozófus, esztéta, egyetemi oktató, kutató, mester coach. A Pécsi Tudományegyetem
KPV Kar Alkalmazott Ontológiai Kutatócsoport alapító tagja és vezető kutatója. Az első magyar coachszervezet, a Magyar Coachszövetség 2008. szakmai vezetője, a nemzetközi tanácsadói hálózat, az IACM 2011., International Association of Coaching and Mediation alapítója és a Magyar Design Közösség elnöke.

## Életútja

### Tanulmányai
1987-ben magyar–történelem szakon végzett az Eötvös Loránd Tudományegyetemen. 1991-ben ugyanott filozófia szakos diplomát, 2001-ben doktori fokozatot szerzett. A skóciai Edinburgh-ban is élt és kutatott.

### Pályafutása
1989-től 1991-ig a Sopron úti Általános Iskolában tanított magyar nyelvet, irodalmat és történelmet. 1991 és 1999 között a Teleki Blanka Közgazdasági Szakközépiskola és Gimnázium tanára volt. 1998 óta oktat a Pázmány Péter Katolikus Egyetem Bölcsészettudományi Karán. Élt és kutatott a skóciai Edinburghben. 2007-ben a Magyar Coachszövetség szakmai vezetője lett. A Mentofaktúra című folyóirat főszerkesztője. Kutatómunkája során kidolgozta az ontológiai coaching és mediáció módszertanát. Munkájával megalapozta és lehetővé tette a hazai minőségi cach képzés: life és business coaching (cselekvésközpontú, másképpen ontológiai alapú coaching és mediáció) oktatását. 2008-tól a Magyar Coachszövetség szakmai igazgatója, 2011-től az IACM, International Association of Coaching and Mediation és 2014-től a Magyar Design Thinking Közösség Nemzetközi Egyesülés elnöke. A Pécsi Tudományegyetem
KPV karán működő Alkalmazott Ontológiai Kutatócsoport alapító tagja és vezető kutatója. Nevéhez fűződik egyebek mellett az IFC – Identity Fashion Coach tanácsadói modell, irányzat kidolgozása és bevezetése. A programot a Szellemi Tulajdon Nemzeti Hivatala védi,  eredetiségét államilag elismeri.
Tanácsadói innovációi: szervezeti működésre vonatkozó modellek és tesztek, tanácsadói szoftverek.

## Kutatási programja
Saját nyugat (Az alkalmazott ontológia mint kutatási program). Kutatási programja első szintéziséről, a széles körben idézett és hivatkozott Hattyú komputer vízén: elme-, művészetfilozófia és kognitív tudomány című könyvéről, egyben PhD-munkájáról Pléh Csaba akadémikus a következőt írta: „Kollár József különös nyeresége a magyar szellemi életnek: olyan műkritikus, aki esztétikai érzéke mellett egyszerre kiválóan (ön)képzett filozófus és értő olvasója, művelője annak a komputerek világát lefedő áramlatnak, amit mi bennfentesek kognitív tudományként szoktunk emlegetni” (A Dos a boncasztalon, Élet és Irodalom, 2000, 27, 18).
Richard Shusterman Pragmatista esztétika című könyvének fordítói utószavában Környei Ágota Saját nyugat című alkotására hivatkozva utalt közép-európai, lokális léthelyzetünkre, ontológiánkra: „a mi konceptuális sémáinkba próbáljuk beilleszteni az ő világuk fénysebességgel áramló mintázatait”.
Vízen járni: A válságkezelés filozófiája című könyvéről Dr. Bányai Ferenc írt recenziót, melyben így fogalmaz még pontosabban: „Céljuk a kreatív destrukció, vagyis az olvasók világait meghatározó filozófiákban mutációk létrehívása ontologizálása, hogy az olvasó-filozófusok élete komplexebb és érdekesebb lehessen”(Magyar Filozófiai Szemle, 2012, 56 (2). 178-181).
A fent bemutatott szellemi vállalkozásokra való utalásban jelen van az
„interdiszciplinaritás”, a „víz” és az „áramlás”. Ez azért fontos, mert kutatói munkájának kiindulópontja az a hipotézis, hogy az információs társadalom ontológiailag sokszínű „áramlások tere” (Castells), amelyet a kreatív destrukció tart mozgásban. Értelmezése szerint a kreatív destrukció (építő rombolás) világában csak az „exaptív rezilienciával„ bíró „tulajdonságok nélküli társadalmak” képesek sikeresen helytállni.
Véleménye szerint az alkalmazott filozófia keretében folyó legkülönfélébb tanácsadói munkák versenyképes rendszere a tervezői gondolkodásra épülő alkalmazott ontológia, amit tizennégy éve – az egyetemi élet és a piaci szféra egymásra ható áramlatain (a tulajdonság-nélküliség horizontja felé) hajózva – napról napra „exaptál”, megvalósít és bemutat.

## Családja
Nős, három gyermek édesapja. Jelenlegi felesége, két legutóbbi könyvében és közös iskolájukban alkotótársa Dr. Kollárné Berzáczy Krisztina (Déri Krisztina).

## Főbb művei

### Önálló kötetek
- Kiűzetés a Gutenberg téri galaxisból. Budapest, 1997, Seneca
- Hattyú a komputer vizén (Posztanalitikus elme- és művészetfilozófia; kognitív tudomány). Piliscsaba, 2000, Pázmány Péter Katolikus Egyetem Bölcsészettudományi Kar
- A távol- és jelenlét esztétikája Tót Endre művészetében / Aesthetics of Presence and Absence in Endre Tot's Art. Budapest, 2003, Új Művészet
- Vízen járni. A válságkezelés filozófiája. Budapest, 2010, Mentofaktúra. ISBN 9789630688574
- Kollár József–Kollárné Déri Krisztina–Mák Kornél: Derűterápia, avagy a hajótörés művészete. Szeged, 2019, Belvedere. ISBN 9786156060174

### Műfordítás
- Richard Shusterman: Pragmatista esztétika. Budapest–Pozsony, 2003, Kalligram. 512 o.

### Cikkek, tanulmányok
- A mesterséges perspektíva ontológiai helye a reneszánszban és most / The Ontological Position of Artifical Perspective in the Renaissance and Today – In Peternák Miklós és Erőss Nikolett szerk. Perspektíva /Perspective, Műcsarnok / C3 – 2000, 309-317 o.
- Saját nyugat (utószó) in Richard Shusterman, Pragmatista esztétika Kalligram Kiadó, Budapest-Pozsony, 2003
- Naturalizált művészetfilozófia. A nyolcvanas és kilencvenes évek magyar művészete: történet és elmélet Magyar Alkotóművészek Országos Egyesülete, Budapest, 2003, 165-185 o.
- Az empátia mint analógia (kognitív modell) in. Pléh Csaba, Kampis György, Csányi Vilmos szerk.: Az észleléstől a nyelvig; Gondolat, Budapest, 2004, 172- 193 o.
- Gyilkosság a karteziánus színházban? (Hume és a kognitív tudomány). Magyar Pszichológiai Szemle, 1997–1998. 1–4. sz. 19–40. o.
- Egy intelligens nagynéni villával eszik? (Hume és a klasszikus kognitivizmus). Magyar Filozófiai Szemle, 1998. 1–3. sz. 71–104. o.
- Álmodnak-e a diákok elektromos tanárokról? (Esztétizált etika evolúciós nézőpontból) Re-produkciók : Elméleti írások és elemzések a kortárs művészetről / szerk. Markója Csilla. – Budapest : Magyar Alkotóművészek Országos Egyesülete, 2005, 23–39. o.
- Agyak a tartályban, a Mátrix és a vallási tapasztalat in Mezei Balázs szerk. Az értelemig és tovább, Szent István Társulat, Budapest, 2006
- Posztmodern én- és tudásgyár in Balogh Gábor (szerk.) A gondolkodás új útjai, Gondolat, 2006
- Az áramlások terei (Az épület mint szobor, a szobor mint épület) – Szobrászat és környezet – Magyar Szobrász Társaság, Budapest, 2006
- Az elme- és a művészetfilozófia flörtje. Gond, 1999. 127–140. o.
- Illúziók illúziók nélkül (Elme- és művészetfilozófia). Az Irodalom Visszavág, 1999. ősz, 100–108. o.
- Polüphémosz szeme. Vulgo, 2000. 1–2. sz. 263–273. o.
- Hogy mily álmok jőnek. Életünk, 2000. 3. sz. 266–275. o.
- Warhol a szárnyas fejvadász? Andy Warhol élete és művészete. Balkon, 2000. július 8.
- Ki fél a kövér szerdáktól? (Az aspektuslátás, a másodlagos jelentés, valamint a seeing-as, a seeing-in és a stílus). Magyar Filozófia Szemle, 2001. 3. sz. 399–415. o.
- Tükörország narcisszuszai (Elme- és művészetfilozófia az evolúció virtuálfényében). In Evolúció és megismerés. Szerk.: Kampis György – Ropolyi László. Budapest, 2001, Typotex. 239–255. o.
- Digitális Nietzsche (Nietzsche és a kognitív tudomány). Életünk, 2004. 702–712. o.
- „...és minden pillanat elillan” – Pillanatkép – Médiaművészet 2005. Új művészet, 2005
- „Én állok minden fülke-fényben”. Naturalizált művészetfilozófia. Pro Philosophia, 2005
- Kiborgián túl. eVilág, 2006. október, 7–13. o.
- Hogyan élvezzük a szirének énekét? A tőzsde posztmcdonaldizációja. Élet és Irodalom, 2009. április 17. (Rusznák Tamással)
- Kádár calling. Adalékok a fogyasztói lét ontológiájához. Élet és Irodalom, 2009. október 2. (Rusznák Tamással)
- Megáll az idő ArtPortál, 2005.
- Kiterjesztett elme mint holonikus rendszer Pro Philosophia, 2005.
- A bullshit-ontológia kreatív rombolása Médiakutató, 2009. nyári szám
- Szép múlt vár ránk[halott link] Újművészet, 2004. február
- Iain M. Banks: Emlékezz Phlebasra Szépirodalmi figyelő, 2005.04.
- Andy Warhol filozófiája A-tól B-ig és vissza Szépirodalmi figyelő, 2005.03.
- L. Simon László: Secretum sigillum Szépirodalmi figyelő, 2003.03.
- Coaching from an evolutionist point of view -Abstract Mentofaktúra, 2010. 04. szám
- Gogol holonikus köpönyege[halott link] Mentofaktúra, 2010. 04. szám
- Miért éppen Spanyolország?[halott link] Mentofaktúra, 2010. 04. szám
- Bullshitmentesítés[halott link] Mentofaktúra, 2011. 06. szám
- Légy spontán! A kettős kötés logikája. Budapest, 2011, Magyar Filozófiai Szemle, 2011/1, 63-76.
- A magányos iPadező álmodozásai. Budapest, 2011, Balkon, 2011/9 8-14.